# Charles Montague Cooke Jr
Charles Montague Cooke Jr (Honolulu, 20 de dezembro de 1874 – 29 de outubro de 1948) foi um zoologista norte-americano.